# Катержина Галова
Катерина Галова (чеськ. Kateřina Hálová; нар. 9 листопада 1981, м. Прага) — чеська борчиня вільного стилю, срібна призерка чемпіонату Європи.

## Життєпис
Боротьбою почала займатися з 1996 року. У 1999 році стала бронзовою призеркою чемпіонату Європи серед юніорів. Наступного року медаль такого ж ґатунку здобула на чемпіонаті світу серед юніорів.
Виступала за спортивний клуб «PSK Olymp» Прага. Тренер — Мирослав Ябурек (з 2000).

## Спортивні результати на міжнародних змаганнях

### Виступи на Чемпіонатах світу
| Змагання                        | Збірна | Вагова категорія          | Місце |
| ------------------------------- | ------ | ------------------------- | ----- |
| Чемпіонат світу з боротьби 2000 | Чехія  | жіноча боротьба, до 75 кг | 4     |
| Чемпіонат світу з боротьби 2001 | Чехія  | жіноча боротьба, до 75 кг | 12    |
| Чемпіонат світу з боротьби 2002 | Чехія  | жіноча боротьба, до 72 кг | 5     |
| Чемпіонат світу з боротьби 2003 | Чехія  | жіноча боротьба, до 72 кг | 17    |

### Виступи на Чемпіонатах Європи
| Змагання                         | Збірна | Вагова категорія          | Місце  |
| -------------------------------- | ------ | ------------------------- | ------ |
| Чемпіонат Європи з боротьби 2001 | Чехія  | жіноча боротьба, до 75 кг | 8      |
| Чемпіонат Європи з боротьби 2003 | Чехія  | жіноча боротьба, до 72 кг | Срібло |

### Виступи на інших змаганнях
| Змагання                                                     | Збірна | Вагова категорія          | Місце |
| ------------------------------------------------------------ | ------ | ------------------------- | ----- |
| Austrian Ladies Open 2000                                    | Чехія  | жіноча боротьба, до 75 кг | 5     |
| Олімпійський кваліфікаційний турнір з боротьби 2004 (Туніс)  | Чехія  | жіноча боротьба, до 72 кг | 18    |
| Олімпійський кваліфікаційний турнір з боротьби 2004 (Мадрид) | Чехія  | жіноча боротьба, до 72 кг | 5     |

### Виступи на змаганнях молодших вікових груп
| Змагання                                       | Збірна | Вагова категорія          | Місце  |
| ---------------------------------------------- | ------ | ------------------------- | ------ |
| Чемпіонат світу з боротьби серед юніорів 1998  | Чехія  | жіноча боротьба, до 75 кг | 8      |
| Чемпіонат Європи з боротьби серед юніорів 1999 | Чехія  | жіноча боротьба, до 75 кг | Бронза |
| Чемпіонат світу з боротьби серед юніорів 1999  | Чехія  | жіноча боротьба, до 75 кг | 7      |
| Чемпіонат Європи з боротьби серед юніорів 2000 | Чехія  | жіноча боротьба, до 75 кг | 4      |
| Чемпіонат світу з боротьби серед юніорів 2000  | Чехія  | жіноча боротьба, до 75 кг | Бронза |
| Чемпіонат світу з боротьби серед юніорів 2001  | Чехія  | жіноча боротьба, до 75 кг | 4      |